# The Baltic Times
The Baltic Times ist eine 1996 in Riga gegründete unabhängige und monatlich erscheinende Zeitung, die auch im Internet zugänglich ist.
In der Wochenschrift gibt es analytische Artikel über die baltische Wirtschaft und berichtet über aktuelle Ereignisse in der Politik, aus Unternehmen und der Gesellschaft des Baltikums. Die Monatszeitschrift wird auf Englisch herausgegeben. Leiter ist Gene Zolotarev und Chefredakteurin Elizabeth Celms. Es gibt Zweigbüros in Tallinn, Vilnius und den Hauptsitz in Riga. Für die Zeitung arbeiten Reporter aus allen drei baltischen Republiken.
Die Zeitung ging 1996 aus dem Zusammenschluss von The Baltic Independent aus Tallinn (gegründet 1991 als The Estonian Independent) und The Baltic Observer aus Riga hervor.